# Neacomys dubosti
Espèce
Statut de conservation UICN

 LC  : Préoccupation mineure
Neacomys dubosti est une espèce de rongeurs d'Amérique du Sud de la famille des Cricetidae.

## Répartition
Elle est présente au Suriname, en Guyane et au Brésil.

## Étymologie
Son nom spécifique, dubosti, lui a été donné en l'honneur de Gérard Dubost, zoologiste et botaniste français, en reconnaissance de sa contribution à la connaissance de l'écologie des mammifères dans les forêts pluviales de la Guyane et du Gabon
.

## Publication originale
- (en) Robert S. Voss, Darrin P. Lunde et Nancy B. Simmons, « The Mammals of Paracou, French Guiana: a Neotropical Lowland Rainforest Fauna. Part 2. Nonvolant Species », Bulletin of the American Museum of Natural History, New York, Musée américain d'histoire naturelle, vol. 263,‎ juin 2001, p. 3-236 (ISSN 0003-0090 et 1937-3546, OCLC 1287364, DOI 10.1206/0003-0090(2001)263<0003:TMOPFG>2.0.CO;2).